# Avtomobilist Jekaterinburg
Avtomobilist Jekaterinburg (ryska: Автомобилист Екатеринбург) är en rysk hockeyklubb från Jekaterinburg, Sverdlovsk oblast i Ryssland. Klubben bildad 2006 med samma namn som en tidigare klubb. Sedan 2009 spelar man i KHL då man ersatte Chimik Voskresensk. Klubben skulle ha deltagit redan 2008, men kunde inte då på grund av ekonomiska problem.